# Wielki człowiek do małych interesów
Wielki człowiek do małych interesów. Komedia w pięciu aktach – pięcioaktowa komedia Aleksandra Fredry. Prapremiera odbyła się 11 stycznia 1877.

## Opis
Dokładny czas powstania utworu nie jest znany. Został napisany prawdopodobnie podczas procesu politycznego przeciw Fredrze o zdradę stanu, jaki miał miejsce w latach 1852–1854, i był to jeden z pierwszych utworów scenicznych napisanych przez Fredrę po kilkunastoletniej przerwie. Sam autor zaplanował umieszczenie jej na początku VI tomu jego dzieł, mających ukazać się pośmiertnie. Po śmierci autora sztuka została znaleziona w jego zbiorach i przeznaczona do wystawienia, zaś prapremiera odbyła się 11 stycznia 1877 we Lwowie, 26 stycznia w Warszawie oraz 30 stycznia w Krakowie. Drukiem ukazała się w 1880 w tomie VII zbiorowego wydania dzieł (s. 1–129). Tytuł utworu został prawdopodobnie zaczerpnięty z komedio-opery Maksymiliana Vidala, wydanej w Warszawie w 1835, aczkolwiek treść obu utworów jest zupełnie różna.

## Główny bohater
Tytułowym bohaterem jest galicyjski szlachcic Ambroży Jenialkiewicz, który sam siebie uważa człowieka niezwykle zaradnego, operatywnego i gotowego przeprowadzić z sukcesem nawet najtrudniejsze przedsięwzięcie. W rzeczywistości efekty jego działań przynoszą opłakane skutki, np. z entuzjazmem czyta o wszelkich rolniczych nowinkach, jednak zamiast chowem bydła interesuje się bardziej pochodzeniem białych i czarnych niedźwiedzi, co prowadzi oczywiście do strat. Nazwisko tytułowego bohatera jest nazwiskiem znaczącym utworzonym od przymiotnika jenialny (arch. genialny) odpowiednio do opinii, jaką bohater miał o sobie samym.

## Treść
Ambroży Jenialkiewicz postanawia pomóc swemu protegowanemu – Dolskiemu w uzyskaniu funkcji dyrektora Towarzystwa Kredytowego. Efekt jego pomocy jest oczywiście odwrotny, a posadę otrzymuje ostatecznie Leon – bratanek Jenialkiewicza. Pomyślne zakończenie ma natomiast intryga miłosna: Dolski może poślubić ukochaną Anielę.

## Inscenizacje (wybór)[1]
| Teatr                                                     | Rok premiery | Reżyseria               |
| --------------------------------------------------------- | ------------ | ----------------------- |
| Teatr Rozmaitości w Warszawie                             | 1887         |                         |
| Teatr w Lublinie                                          | 1898         |                         |
| Teatr Miejski we Lwowie                                   | 1901         |                         |
| Teatr Miejski im. Juliusza Słowackiego w Krakowie         | 1920         | Zygmunt Nowakowski      |
| Teatr Narodowy w Warszawie                                | 1928         |                         |
| Teatr Narodowy w Warszawie                                | 1935         | Aleksander Zelwerowicz  |
| Teatr Miejski w Bygdoszczy                                | 1928         | Władysław Stoma         |
| Teatr im. Juliusza Słowackiego w Krakowie                 | 1944         |                         |
| Teatr im. Juliusza Słowackiego w Krakowie                 | 1981         | Mieczysław Górkiewicz   |
| Teatr Nowy w Poznaniu                                     | 1950         | Stefan Orzechowski      |
| Teatr Nowy w Poznaniu                                     | 1963         | Jowita Pieńkiewicz      |
| Teatr Powszechny w Łodzi                                  | 1950         | Wacław Ścibor           |
| Teatry Ziemi Pomorskiej Toruń-Bygoszcz                    | 1953         | Malwina Szczepkowska    |
| Teatr Domu Wojska Polskiego w Warszawie                   | 1954         | Olga Koszutska          |
| Teatr Polski w Szczecinie                                 | 1954         | Maria Straszewska       |
| Teatr Wybrzeże w Gdańsku                                  | 1956         | Maria Kaniewska-Forbert |
| Teatr Ludowy w Warszawie                                  | 1958         | Artur Kwiatkowski       |
| Teatr Nowy w Zabrzu                                       | 1965         | Andrzej Ziębiński       |
| Teatr Współczesny w Warszawie                             | 1968         | Jerzy Kreczmar          |
| Teatr Rozmaitości w Krakowie                              | 1971         | Józef Wyszomirski       |
| Teatr im. Aleksandra Fredry w Gnieźnie                    | 1972         | Henryk Rozen            |
| Teatr Powszechny w Łodzi                                  | 1973         | Henryk Szletyński       |
| Teatr im. Wandy Siemaszkowej w Rzeszowie                  | 1976         | Stanisław Wieszczycki   |
| Teatr Polski we Wrocławiu                                 | 1976         | Maria Straszewska       |
| Teatr Nowy w Warszawie                                    | 1980         | Mariusz Dmochowski      |
| Teatr Rozmaitości w Warszawie                             | 1985         | Józef Fryźlewicz        |
| Teatr Dramatyczny w Elblągu                               | 1989         | Tadeusz Pliszkiewicz    |
| Tarnowski Teatr Dramatyczny im. Ludwika Solskiego         | 1991         | Rafał Maciąg            |
| Narodowy Teatr Stary im. Heleny Modrzejewskiej w Krakowie | 2005         | Michał Borczuch         |

## Spektakl radiowy
W 1954 r. w Teatrze Polskiego Radia wyemitowano spektakl Wielki człowiek do małych interesów w adaptacji i reżyserii Jerzego Leszczyńskiego.

## Spektakle telewizyjne
- Wielki człowiek do małych interesów (1963, reż. Marta Wiercińska)[12][13]
- Wielki człowiek do małych interesów (1975, reż. Krystyna Meissner)[14][15]
- Wielki człowiek do małych interesów (1983, reż. Barbara Jaklicz)[16][17]
- Wielki człowiek do małych interesów (1997, reż. Wojciech Nowak)[18][19]

## Odtwórcy głównej roli[1]
W roli Ambrożego Jenialkiewicza wystąpili m.in.: Tadeusz Bartosik, Saturnin Butkiewicz, Marian Cebulski, Józef Chrobak, Julian Dobrzański, Gustaw Fiszer, Aleksander Fogiel, Tadeusz Frenkiel, Józef Fryźlewicz, Stanisław Jaszkowski, Zygmunt Józefczak, Emil Karewicz, Edmund Kupiecki, Zenon Laurentowski, Jerzy Leszczyński, Ferdynand Matysik, Jerzy Miedziński, Jan Nowicki, Bronisław Pawlik, Bolesław Rosłan, Ludwik Ruszkowski, Jarosław Skulski, Zdzisław Suknarowski, Władysław Walter, Tadeusz Wieczorek, Czesław Wołłejko, Aleksander Zelwerowicz i Alojzy Gonzaga Jazon Żółkowski.

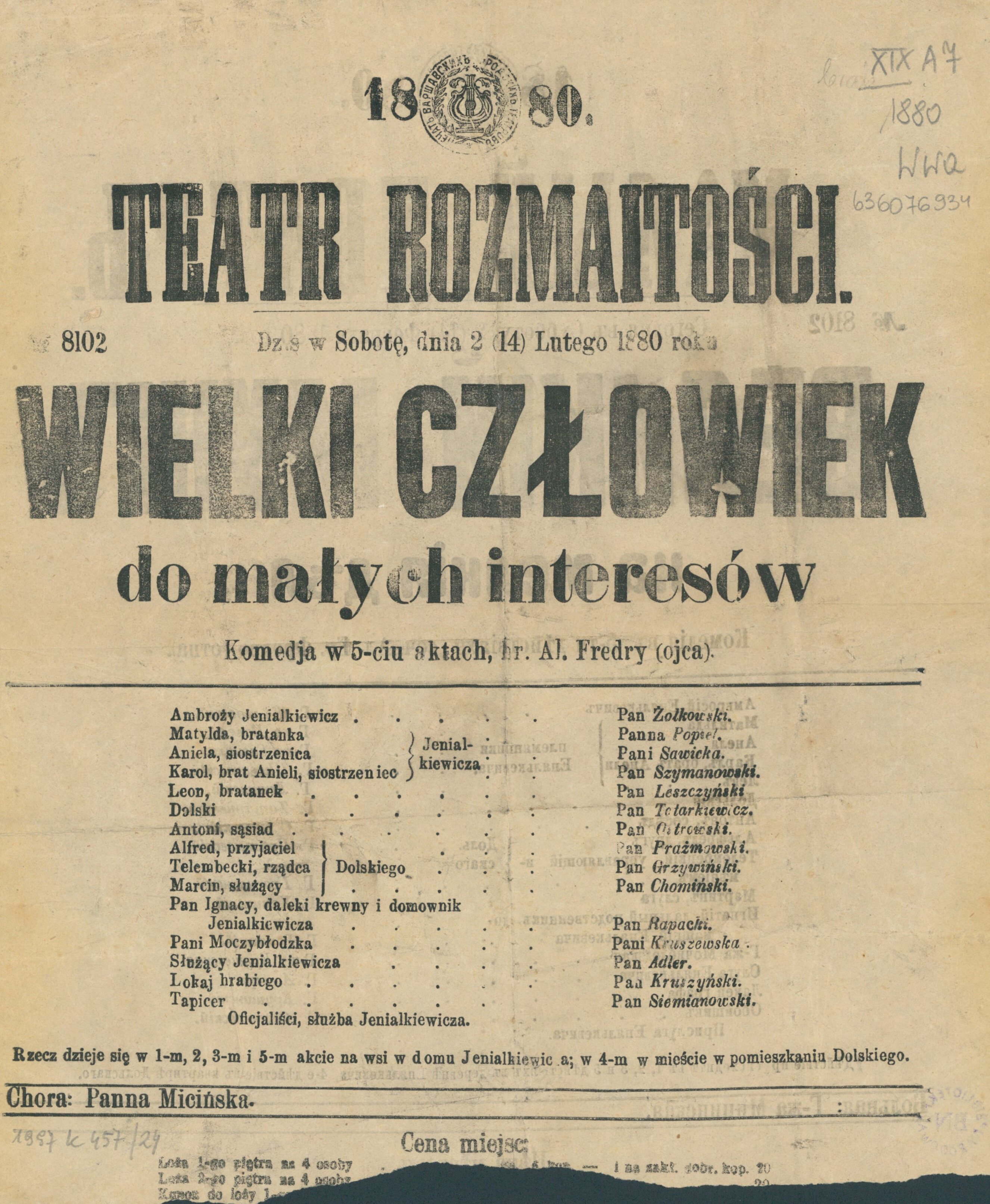
Afisz (1880)
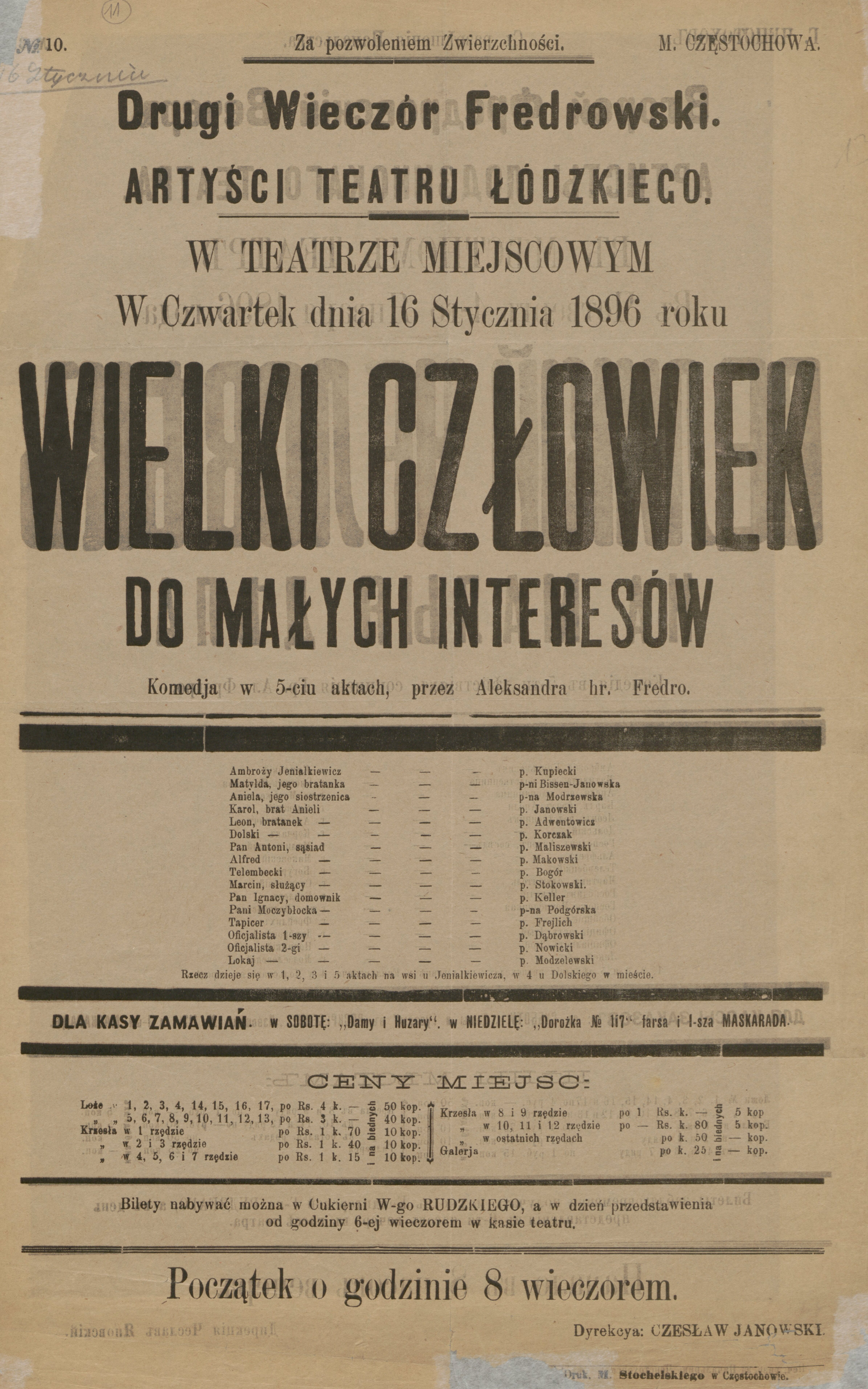
Afisz (1896)
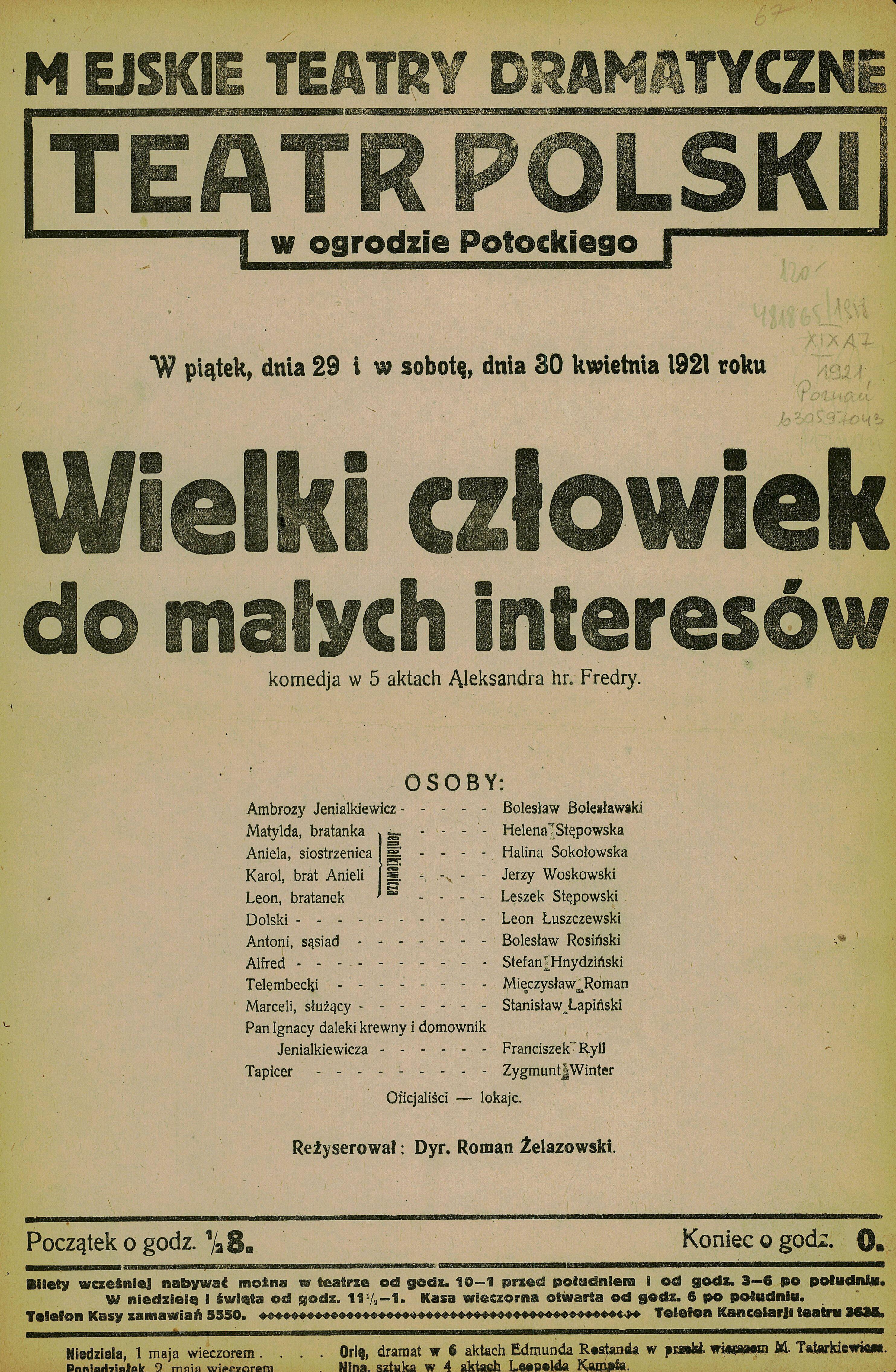
Afisz teatralny (1921)